# Ruspolia matogrossensis
Ruspolia matogrossensis är en insektsart som först beskrevs av Piza Jr. 1983.  Ruspolia matogrossensis ingår i släktet Ruspolia och familjen vårtbitare. Inga underarter finns listade i Catalogue of Life.